# Éréac
Éréac (tiếng Breton: Erieg, Gallo: Ériac) là một xã của tỉnh Côtes-d’Armor, thuộc vùng Bretagne, tây bắc Pháp.

## Dân số
Người dân ở Éréac được gọi là Éréacais.